# عيفس
عَيْفَس أو بلستومية أو بق الماء العملاق (الاسم العلمي: Belostoma)، جنس حشرات من فصيلة بقيات الماء الكبيرة. معظم أعضاء هذه الجنس تعيش المياه العذبة في الأمريكتين، وأكثر تنوع للانواع لها في أمريكا الجنوبية الاستوائية. معظم الأنواع في فصيلة بقيات الماء الكبيرة (العَيْفَسِيَّات) قد أُدرجت تاريخيًا في بلستومية، ولكن تم نقل العديد من هذه الأنواع إلى أجناس أخرى (على الرغم من أن جنس بلستومية لا يزال يحتفظ بالكثير من الأنواع).